# María Esther Scherman
María Esther de Jesús Scherman Leaño (Guadalajara, Jalisco, 5 de enero de 1957) es una política mexicana, miembro del Partido Revolucionario Institucional, ha sido en cinco ocasiones diputada federal, directora de la Lotería Nacional para la Asistencia Pública, senadora y delegada en Miguel Hidalgo.

## Estudios y trayectoria laboral
María Esther Scherman es licenciada en derecho egresada de la Universidad de Guadalajara, donde cursó la carrera entre 1977 y 1986; tiene además estudios de diplomados en Procesos Económicos y Marginalidad por la Organización Internacional del Trabajo, en Derecho Electoral por el Senado de la República y en Mercadotecnia Política por la George Washington University–ITESM.
Se desempeñó como maestra de enseñanza secundaria y en la Universidad de Guadalajara, además de laborar como locutora en las estaciones de radio de la Universidad de Guadalajara y la XEJB.

## Trayectoria política
Miembro activo del PRI desde 1977, fue secretaria de Acción Femenil de la Federación de Estudiantes de Guadalajara y de la Confederación de Jóvenes Mexicanos de 1977 a 1979.
Electa diputada suplente al Congreso de Jalisco de 1982 a 1985, ese último año fue elegida en primera ocasión diputada federal en representación del Distrito 3 de Jalisco a la LIII Legislatura que concluyó en 1988.
En 1988 fue elegida Senadora por el estado de Jalisco en segunda fórmula, aquel año los senadores de segunda fórmula fueron elegidos por un periodo extraordinario de solo tres años, por lo que concluyó su periodo en 1991 en que fue por segunda vez electa diputada federal en esta ocasión por el Distrito 16 de Jalisco a la LV Legislatura que concluyó en 1994.
Al concluir su periodo legislativo fue nombrada Oficial Mayor de la Secretaría de Energía por el entonces presidente Ernesto Zedillo, siendo titular de la secretaría Ignacio Pichardo Pagaza; permaneció en el cargo hasta 1996 en que fue a su vez nombrada titular de la Delegación Miguel Hidalgo en el Distrito Federal.
Renunció a la delegación en 1997 para ser candidata del PRI a diputada federal por el Distrito 9 de Jalisco; resultando derrotada por el candidato del PAN José Ángel Frausto Ortiz. En consecuencia fue designada coordinadora general del Fideicomiso de Liquidación al Subsidio de la Tortilla de la Secretaría de Desarrollo Social, concluyendo su encargo en 2000.
Entre 2003 y 2015 fue elegida diputada federal plurinominal en tres ocasiones: a la LIX Legislatura de 2003 a 2006, a la LXI Legislatura de 2009 a 2012 y a la LXIII Legislatura de 2015 a 2018.
El 7 de enero de 2013 fue nombrada directora general de la Lotería Nacional para la Asistencia Pública en el gobierno de Enrique Peña Nieto y permaneció en el cargo hasta el 5 de marzo de 2015, luego de ser incluida en la lista de candidatos plurinominales del PRI a la Cámara de Diputados.
En 2015 y al instalarse la LXIII Legislatura, le correspondió por antigüedad ocupar la presidencia de la Mesa de Decanos de la misma.